# 日出学園中学校・高等学校
日出学園中学校・高等学校（ひのでがくんちゅうがっこう・こうとうがっこう）は、千葉県市川市菅野三丁目に所在し、中高一貫教育を提供する私立中学校・高等学校（共学校）。高等学校において、中学校若しくは小学校から入学し、又は幼稚園から入園した内部進学の生徒と高等学校から入学した外部進学の生徒との間では学年から混合してクラスを編成する併設型中高一貫校。

## 沿革
- 1934年 - 日出学園幼稚園・日出学園小学校開校
- 1947年 - 日出学園中学校開校
- 1950年 - 日出学園高等学校開校
- 2008年 - 新校舎完成（小学校・中学校・高等学校）
- 2009年 - 幼稚園新園舎完成
- 2014年 - 創立80周年記念集会

## 部活動
- 茶道
- 美術
- 吹奏楽
- 写真
- 軽音楽-第12回全国高等学校軽音楽コンテスト千葉県大会優秀賞受賞
- 囲碁・将棋
- 生物
- パソコン
- 野球
- バレーボール
- 陸上
- バトントワーリング - 2022年中学、高校共に全国大会出場、2023年中学全国大会出場、2024年バトントワーリング千葉県大会中学1位(浦安市教育長賞受賞)
- バスケットボール
- 剣道
- サッカー
- 硬式テニス
- ソフトテニス

## 交通
- 市川駅下車徒歩約15分
- 菅野駅下車徒歩約5分
- 京成バス日出学園下車

## 著名な出身者
- 浮谷東次郎 - レーシングドライバー（中学校）
- 岩垂かれん - スノーボード
- 二本木かおり -Caorio
- エド・はるみ - 芸人
- 愛月ひかる - 元宝塚歌劇団
- 藤原基央 - BUMP OF CHICKEN。中退
- 佐藤大志・山内麻里子 - ナスカ (バンド)[2]
- 佐藤直紀 - 作曲家
- 一瀬邦夫 - 株式会社ペッパーフードサービス創業者・元社長
- 松木さや - フルート奏者

## 系列校
- 日出学園幼稚園
- 日出学園小学校